# Polyommatus bilucha
Polyommatus bilucha is een vlinder uit de familie van de Lycaenidae. De wetenschappelijke naam van de soort is voor het eerst geldig gepubliceerd in 1884 door Frederic Moore.

## Synoniemen
- Polyommatus drunela Swinhoe, 1910
- Lycaena florenciae Tytler, 1927
- Polyommatus eros shingara Evans, 1932
- Polyommatus eros wazira Evans, 1932